# 保罗·贝朗热
保羅·雷蒙·貝朗熱（法語：Paul Raymond Bérenger；1945年3月26日—）是模里西斯的一个政治家，2003年—2005年任毛里求斯总理。